# Estación de Gros
Gros es un apeadero ferroviario situado en la ciudad española de San Sebastián en el barrio de Gros. Forma parte la línea C-1 de la red de Cercanías San Sebastián operada por Renfe. Cuenta también con servicios de Media Distancia.

## Situación ferroviaria
La estación se encuentra en el punto kilométrico 623,123 de la línea férrea de ancho convencional que une Madrid con Hendaya a 7,37 metros de altitud.

## Historia
La estación fue inaugurada el 18 de octubre de 1863 con la puesta en marcha del tramo Irún-San Sebastián de la línea radial Madrid-Hendaya. Su explotación inicial quedó a cargo de la Compañía de los Caminos de Hierro del Norte de España, que mantuvo su titularidad hasta que en 1941 fue nacionalizada e integrada en la recién creada RENFE. Desde el 31 de diciembre de 2004, Renfe Operadora explota la línea mientras que Adif es la titular de las instalaciones ferroviarias. 

## Servicios ferroviarios

### Media Distancia
La línea 25 de los servicios de Media Distancia de Renfe da servicio a la estación a razón de una relación diaria entre Irún y Vitoria en ambos sentidos (solo en julio y agosto). Algunos trenes continúan o provienen de Miranda de Ebro. 
| Línea MD | Trenes | Origen/Destino |  | Destino/Origen          |
| -------- | ------ | -------------- |  | ----------------------- |
| 25       | MD     | Irún           |  | Vitoria Miranda de Ebro |

### Cercanías
Los trenes de cercanías de la Línea C-1 se detienen de forma regular en la estación. 